# Abkommen über die Vertiefung der Zusammenarbeit bei der Verhinderung und Bekämpfung schwerwiegender Kriminalität
Das Abkommen über die Vertiefung der Zusammenarbeit bei der Verhinderung und Bekämpfung schwerwiegender Kriminalität ist ein Abkommen zwischen Deutschland und den USA, das 2008 paraphiert wurde und am 19. April 2011 in Kraft getreten ist.
Die Verhandlungen zu dem Abkommen begannen im Januar 2007 unter Führung des Bundesinnenministeriums und des Bundesjustizministeriums. Unterzeichnet wurde das Abkommen am 11. März 2008 von Wolfgang Schäuble und Brigitte Zypries auf deutscher Seite sowie Michael Chertoff und Michael Mukasey auf amerikanischer Seite. Der Bundesdatenschutzbeauftragte Peter Schaar kritisierte das Abkommen. Unter anderem unterlägen die an die USA übermittelten Daten keinerlei Datenschutz, wie dies etwa beim Prümer Vertrag vereinbart wurde, da die Datenschutzgesetze der USA nur für US-Bürger gälten. Eine Definition des Begriffes „schwerwiegende Kriminalität“ wurde nicht getroffen.
Übermittelt werden sollen Name, Geburtsdatum, Staatsangehörigkeit, daktyloskopische Daten und „Informationen zu Umständen, die den Terrorismusverdacht begründen“. Weiterhin wurde ein automatisierter Austausch von Fingerabdruck- und DNA-Daten im Hit/no-hit-Verfahren vereinbart, für das die USA aber bei Unterzeichnung noch nicht die notwendigen rechtlichen und technischen Voraussetzungen geschaffen hatten. Der Öffentlichkeit in der Erstveröffentlichung vorenthalten wurden die Informationen, dass auch ein Austausch von Informationen zum Sexualleben und zur Gesundheit eines Verdächtigen erfolgen kann.
Auch die Information, dass Rasse oder ethnische Herkunft, politische Anschauungen, religiöse oder sonstige Überzeugungen oder die Mitgliedschaft in Gewerkschaften enthalten sind, wurde erst später bekannt. Der Vorsitzende der Gewerkschaft der Polizei, Konrad Freiberg, sagte: „Wozu gerade diese Daten bei der Bekämpfung schwerwiegender Kriminalität wie Terrorismus benötigt werden, ist mir schleierhaft.“
In den Datenbanken des Bundeskriminalamts liegen dabei Daten von 3,2 Millionen Fingerabdrücken sowie 400.000 DNA-Daten.
Am 4. Juni 2008 stimmte die Bundesregierung der Unterzeichnung zu. Am 4. Juli 2009 wurden ein Zustimmungs- und ein Umsetzungsgesetz vom Bundestag mit den Stimmen der Regierungskoalition aus CDU und SPD verabschiedet. Die Opposition stimmte geschlossen dagegen. Der Bundesdatenschutzbeauftragte Peter Schaar beklagte zahlreiche Unklarheiten in dem Abkommen. Der Bundesrat hat mehrheitlich darauf verzichtet, den Vermittlungsausschuss anzurufen, gleichzeitig aber die Bundesregierung gebeten, mit der US-Regierung Nachverhandlungen über das Abkommen aufzunehmen.
Das Abkommen ist zunächst nicht in Kraft getreten. Dem Wirksamwerden des Abkommens stand der Widerspruch Hamburgs entgegen, das in der Ständigen Vertragskommission der Länder seine Zustimmung zum Abkommen versagte. Gemäß Ziffer 3 des Lindauer Abkommens soll das Einverständnis der Länder vorliegen, bevor eine Verpflichtung völkerrechtlich verbindlich wird. Hamburg wollte dem Abkommen nur zustimmen, wenn die an die USA weitergegebenen Daten von Bürgerinnen und Bürgern und Unternehmen ausreichend gesichert werden. Bundesjustizministerin Sabine Leutheusser-Schnarrenberger kündigte an, sich dafür einzusetzen, dass die Ausführungsbestimmungen des Abkommens geändert werden.
Nachdem die Grünen in Hamburg nicht mehr mitregierten, ließ Hamburg seine Einwände fallen. Das Abkommen ist – mit Ausnahme der Regelungen zum automatisierten Austausch von DNA-Profilen (Artikel 7 bis 9 des Abkommens) – am 19. April 2011 in Kraft getreten. Bisher wurden und werden auf Grundlage des Abkommens allerdings noch keine Daten ausgetauscht. Die Bundesregierung erörtert gegenwärtig mit den Vereinigten Staaten von Amerika die Einzelheiten der praktischen Umsetzung des Datenaustauschs.
Eine ausführlich begründete Verfassungsbeschwerde und Menschenrechtsbeschwerde gegen Deutschlands Zustimmung ist 2012 aus formalen Gründen zurückgewiesen worden, weil die Post die Beschwerdeschrift falsch ausgeliefert hat und dadurch die Beschwerdefrist versäumt wurde.